# باينهيم ليه سينينهيم
باينهيم ليه سينينهيم (بالفرنسية: Bayenghem-lès-Seninghem)‏ هي بلدية تقع في إقليم باد كاليه من منطقة نور با دو كاليه في شمال فرنسا. تبلغ مساحة هذه المدينة 3.33 (كم²)، وترتفع عن سطح البحر 64 م، يبلغ عدد سكانها 332 نسمة حسب إحصاء المعهد الوطني للإحصاء والدراسات الاقتصادية سنة 2009 م. وترأس André DuWat البلدية خلال فترة (2008-2014).